# حسن أباد (غلبايغان)
حسن أباد (بالفارسية: حسن‌آباد) هي قرية تقع في قسم نيوان الريفي في إيران. يقدر عدد سكانها بـ 16 نسمة .